# André-Edouard Jolly

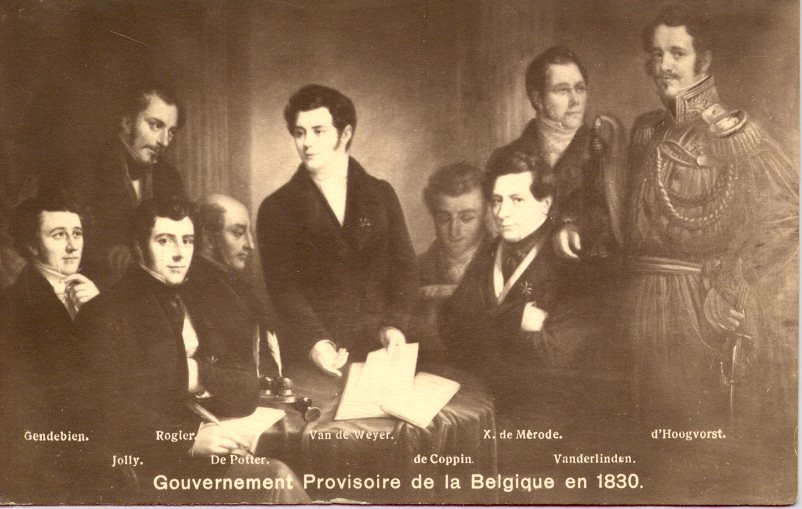
Van links naar rechts: Gendebien, Jolly, Rogier, de Potter, Van de Weyer, de Coppin, de Mérode, Van der Linden, van der Linden d'Hooghvorst.

Baron André-Edouard Jolly (Brussel, 13 april 1799 - aldaar, 3 december 1883) was een Belgisch luitenant-generaal, ingenieur en cartograaf. Hij was lid van het Voorlopig Bewind tijdens de Belgische Revolutie in 1830.

## Biografie
André Jolly was een telg uit de familie Jolly. Hij studeerde af als militair ingenieur en topograaf aan de Artillerie- en Genieschool in Delft. Van 1818 tot 1823 diende hij als officier van de genie in het Nederlandse leger.
Hij was erg actief betrokken bij de rellen van augustus en september 1830. Hij werd kortstondig de eerste "defensieminister" van het nieuwe Belgische regime, eigenlijk commissaris-generaal van Oorlog genoemd, als voorzitter van het Oorlogscomité. Op 7 en 8 oktober werd hij gedurende twee dagen vervangen door generaal Charles Goethals. Hij bood zijn ontslag aan op 31 oktober.
Als directeur van het Krijgsdepot (1834-1842) werd Jolly een pionier van de Belgische cartografie. Hij hield zich intensief bezig met het vastleggen van de Belgisch-Nederlandse en Belgisch-Luxemburgse grenzen.
Hij was de vader van Oscar Jolly, generaal-majoor en senator, en Ferdinand Jolly, luitenant-generaal, vleugeladjudant van koning Leopold II en burgemeester van Heikruis.
Alexandre Gendebien · André Jolly · Charles Rogier · Louis de Potter · Sylvain Van de Weyer · Feuillien de Coppin · 
Félix de Mérode · Joseph Van der Linden · Emmanuel van der Linden d'Hooghvorst · Joseph Nicolay
- Gemeinsame Normdatei: 108929154X
- International Standard Name Identifier: 0000 0000 6924 6675
- Base Léonore: LH//1370/70
- Union List of Artist Names: 500128162
- Virtual International Authority File: 96629388
- WorldCat: E39PBJtrVRkV7V47g6cGjQCfbd